# العلاقات البلغارية الفنلندية
العلاقات البلغارية الفنلندية هي العلاقات الثنائية التي تجمع بين بلغاريا وفنلندا.

## مقارنة بين البلدين
هذه مقارنة عامة ومرجعية للدولتين:
| وجه المقارنة                                              | بلغاريا                                                                             | فنلندا                                                                               |
| --------------------------------------------------------- | ----------------------------------------------------------------------------------- | ------------------------------------------------------------------------------------ |
| المساحة (كم2)                                             | 110.99 ألف                                                                          | 338.42 ألف                                                                           |
| عدد السكان (نسمة)                                         | 7.08 مليون                                                                          | 5.52 مليون                                                                           |
| الكثافة السكانية (ن./كم²)                                 | 63.79                                                                               | 16.31                                                                                |
| العاصمة                                                   | صوفيا                                                                               | هلسنكي                                                                               |
| اللغة الرسمية                                             | اللغة البلغارية                                                                     | اللغة الفنلندية، اللغة السويدية                                                      |
| العملة                                                    | ليف بلغاري                                                                          | يورو، ماركا فنلندية                                                                  |
| الناتج المحلي الإجمالي (بليون دولار)                      | 56.83 مليار                                                                         | 251.88 مليار                                                                         |
| الناتج المحلي الإجمالي (تعادل القوة الشرائية) بليون دولار | 130.99 مليار                                                                        | 231.84 مليار                                                                         |
| الناتج المحلي الإجمالي الاسمي للفرد دولار أمريكي          | 8.03 ألف                                                                            | 42.31 ألف                                                                            |
| الناتج المحلي الإجمالي للفرد دولار أمريكي                 | 17.21 ألف                                                                           | 40.68 ألف                                                                            |
| مؤشر التنمية البشرية                                      | 0.782                                                                               | 0.883                                                                                |
| رمز المكالمات الدولي                                      | +359                                                                                | +358                                                                                 |
| رمز الإنترنت                                              | .bg، .бг ‏                                                                           | .fi                                                                                  |
| المنطقة الزمنية                                           | ت ع م+02:00، ت ع م+03:00، أوروبا/صوفيا ‏، توقيت شرق أوروبا، توقيت شرق أوروبا الصيفي ‏ | ت ع م+02:00، ت ع م+03:00، أوروبا/هلسنكي ‏، توقيت شرق أوروبا، توقيت شرق أوروبا الصيفي ‏ |

## مدن متوأمة
في ما يلي قائمة باتفاقيات التوأمة بين مدن بلغارية وفنلندية:
- ترتبط تريافنا مع كاركيلا باتفاقية توأمة.
- ترتبط صوفيا مع هلسنكي باتفاقية توأمة منذ 2000.
- ترتبط فارنا مع توركو باتفاقية توأمة منذ 1987.[17][17][17][17]

## منظمات دولية مشتركة
يشترك البلدان في عضوية مجموعة من المنظمات الدولية، منها:
| علم المنظمة | اسم المنظمة                               | تاريخ انضمام بلغاريا | تاريخ انضمام فنلندا |
| ----------- | ----------------------------------------- | -------------------- | ------------------- |
|             | الاتحاد الأوروبي                          | 2007                 | 1995                |
|             | وكالة ضمان الاستثمار متعدد الأطراف        | 23 سبتمبر 1992       | 28 ديسمبر 1988      |
|             | الأمم المتحدة                             | 14 ديسمبر 1955       | 14 ديسمبر 1955      |
|             | الفريق المعني برصد الأرض                  | ?                    | ?                   |
|             | مركز تنسيق الحركة في أوروبا ‏              | ?                    | ?                   |
|             | منظمة حظر الأسلحة الكيميائية              | ?                    | ?                   |
|             | منظمة التجارة العالمية                    | 1 ديسمبر 1996        | 1995                |
|             | منظمة الشرطة الجنائية الدولية             | ?                    | ?                   |
|             | منظمة الأمن والتعاون في أوروبا            | 25 يونيو 1973        | 25 يونيو 1973       |
|             | نظام تحكم تكنولوجيا القذائف               | 2004                 | 1991                |
|             | يونسكو                                    | 17 مايو 1956         | 10 أكتوبر 1956      |
|             | مجلس أوروبا                               | 7 مايو 1992          | 5 مايو 1989         |
|             | Strategic Airlift Capability ‏             | ?                    | ?                   |
|             | الاتحاد البريدي العالمي                   | ?                    | ?                   |
|             | البنك الدولي للإنشاء والتعمير             | 25 سبتمبر 1990       | 14 يناير 1948       |
|             | اتفاقية السماوات المفتوحة                 | ?                    | ?                   |
|             | الاتحاد الدولي للاتصالات                  | 18 سبتمبر 1880       | 1 سبتمبر 1920       |
|             | مؤسسة التمويل الدولية                     | 22 يوليو 1991        | 20 يوليو 1956       |
|             | المنظمة الأوروبية لسلامة الملاحة الجوية   | 1997                 | 2001                |
|             | المركز الدولي لتسوية المنازعات الاستشارية | 13 مايو 2001         | 8 فبراير 1969       |
|             | مجموعة أستراليا                           | 2001                 | 1991                |
|             | مجموعة الموردين النوويين                  | ?                    | ?                   |

## وصلات خارجية
- موقع وزارة الخارجية البلغارية
- موقع وزارة الخارجية الفنلندية